# 일본 아나키스트 연맹
̺
일본 아나키스트 연맹(일본어: 日本アナキスト連盟 니혼아나키스토렌메이[*])은 전후 일본의 정치집단 중 하나로, 아나키스트 조직이었다. 약칭 아나련(アナ連).
전전 일본 아나키즘은 아나르코생디칼리슴과 순정 아나키슴 계열로 크게 나뉘는데, 아나혁련은 이 중 전자에 속했다.
1946년 설립위원장은 이와사 사쿠타로, 서기장 곤도 겐지, 이시카와 산시로 등이 참여했다. "반권력" "무지배"를 모토로 기관지로 『평민신문』을 발행했다.
아나키즘 계몽 이외에는 별다른 활동을 하지 못하고 1970년을 전후하여 해산했다. 후신으로 맥사(麦社)가 있으며, 1960년대 후반 전공투 운동에 영감을 받은 학생조직인 자유사회주의평의회(CSL)를 만들었다.